# Johann Karl von Wiersbitzki
Johann Karl von Wiersbitzki (auch Corvin-Wiersbitzki) (geb. am 5. Juni 1764 in Gehlweiden; gest. am 10. September 1834 in Wehlau) war ein preußischer Capitain und Landrat.

## Herkunft
Johann Karl von Wiersbitzki war Angehöriger des Adelsgeschlechts Wiersbitzki. Er war der jüngste von drei Söhnen des Johann Friedrich von Wiersbitzki († 1768) und dessen Ehefrau (⚭ 1754) Hermine Christine Elisabeth (* 1730), Tochter des Landesdirektors Ernst Wilhelm von Graevenitz. Nach dem frühen Tod seines Vaters heiratete seine Mutter den späteren Oberst im Husarenregiment Nr. 7 von Usedom Johann Adam Friedrich von Székely.

## Leben
Johann Karl trat 1776 als Fähnrich in das Dragonerregiment Nr. 10 von Finckenstein ein und avancierte dort 1781 zum Leutnant. Nach der im Mai 1794 erfolgten Beförderung zum Oberleutnant wurde er wahrscheinlich bei einem Feldzug in der Nähe von Warschau so schwer verwundet, dass eine Invalidität die Folge war. 1797 rückte er vom dritten zum ersten Oberleutnant seines Regiments auf. Im März 1798 wurde er unter Beilegung des Charakters als Capitains definitiv verabschiedet. Seit dem 2. Mai 1798 amtierte er als Landrat des Kreises Goniondz im Kammerbezirk Białystok in der Provinz Neuostpreußen.
Seine Tätigkeit als Landrat in Neuostpreußen erstreckte sich bis zum Jahr 1806, endete jedoch nach der Kapitulation vor den Franzosen unter Kaiser Napoleon I. im Oktober 1806. Von Wiersbitzki kehrte daraufhin zurück in die Heimat. Im März 1808 wurde er von König Friedrich Wilhelm III. mit der interimistischen Landratsstelle des Kreises Rastenburg betraut. Von 1814 bis 1818 sehen wir ihn dann wieder als interimistischen Landrat im Kreis Tapiau. Im Anschluss wurde er im Jahr 1818 zum ersten Landrat des neu geschaffenen Kreises Wehlau ernannt. Mit dem Amt als Landrat, das er dort bis zum 11. Februar 1824 ausübte, war ein Gehalt von 800 Talern verbunden. Nachfolgender Landrat wurde Friedrich Wilhelm Adolf von Schwerin.

## Persönliches
1787 vermählte er sich mit Charlotte Modesta von Rautter (* um 1767). Ihre Kinder waren:
- Friederike Wilhelmine Henriette Amalie (1789–1828), verheiratet im Februar 1815 zu Rastenburg mit dem Rittmeister Gustav Ludwig Christian Friedrich von Gotzkow (1791–1841).
- Karl Leopold Friedrich Wilhelm, geb. am 15. September 1790 in Allenstein.

Von Wiersbitzk besaß in Osterode ein Haus und einen Acker. Während seiner letzten Lebensjahre litt er unter Lähmungen an Händen und Füßen.